# Col de l'Alpe (massif de la Chartreuse)
Pour les articles homonymes, voir Col de l'Alpe.
Le col de l'Alpe est un col de montagne situé à 1 793 mètres d'altitude dans le massif de la Chartreuse, entre les communes d'Entremont-le-Vieux (Savoie) et de Sainte-Marie-du-Mont (Isère).
Ce col est l'une des portes d'accès à la réserve naturelle des Hauts de Chartreuse, marquée notamment par de profonds phénomènes karstiques.

## Géographie

### Situation
Le col de l'Alpe se trouve dans le massif de la Chartreuse, à 30 kilomètres à vol d'oiseau au nord-est de Grenoble. Situé à l’extrémité nord-ouest (la plus élevée en altitude) du vallon de Pratcel qui débouche au sud-ouest dans le cirque de Saint-Même et la vallée du Guiers, il relie Entremont-le-Vieux à l'ouest (département de la Savoie) et Sainte-Marie-du-Mont à l'est dans la vallée de l'Isère (département de l'Isère).
Au nord, le long de la ligne de crête, se trouvent les rochers de Belles Ombres ; le Charmille est au sud-est.

### Accès
Le col de l'Alpe n'est accessible qu'aux randonneurs, à partir du hameau des Prés à 934 mètres d'altitude, à l'ouest de Sainte-Marie-du-Mont, au bout de 2 heures 20 de sentier forestier. Un autre accès pédestre est possible depuis la commune de Saint-Pierre-d'Entremont en Savoie, par un sentier.

### Géologie
Au voisinage du col s'ouvre un ensemble de phénomènes karstiques remarquables, connu des spéléologues sous le nom de réseau de l'Alpe (ou système de l'Alpe). Il s'agit de profondes cavités souterraines naturelles en relation avec un collecteur (cours d'eau souterrain) majeur, parmi lesquelles : le gouffre du Grand Ragne, le gouffre de Source Vieille, le gouffre Brutus, le golet du Tambourin, etc.

## Histoire

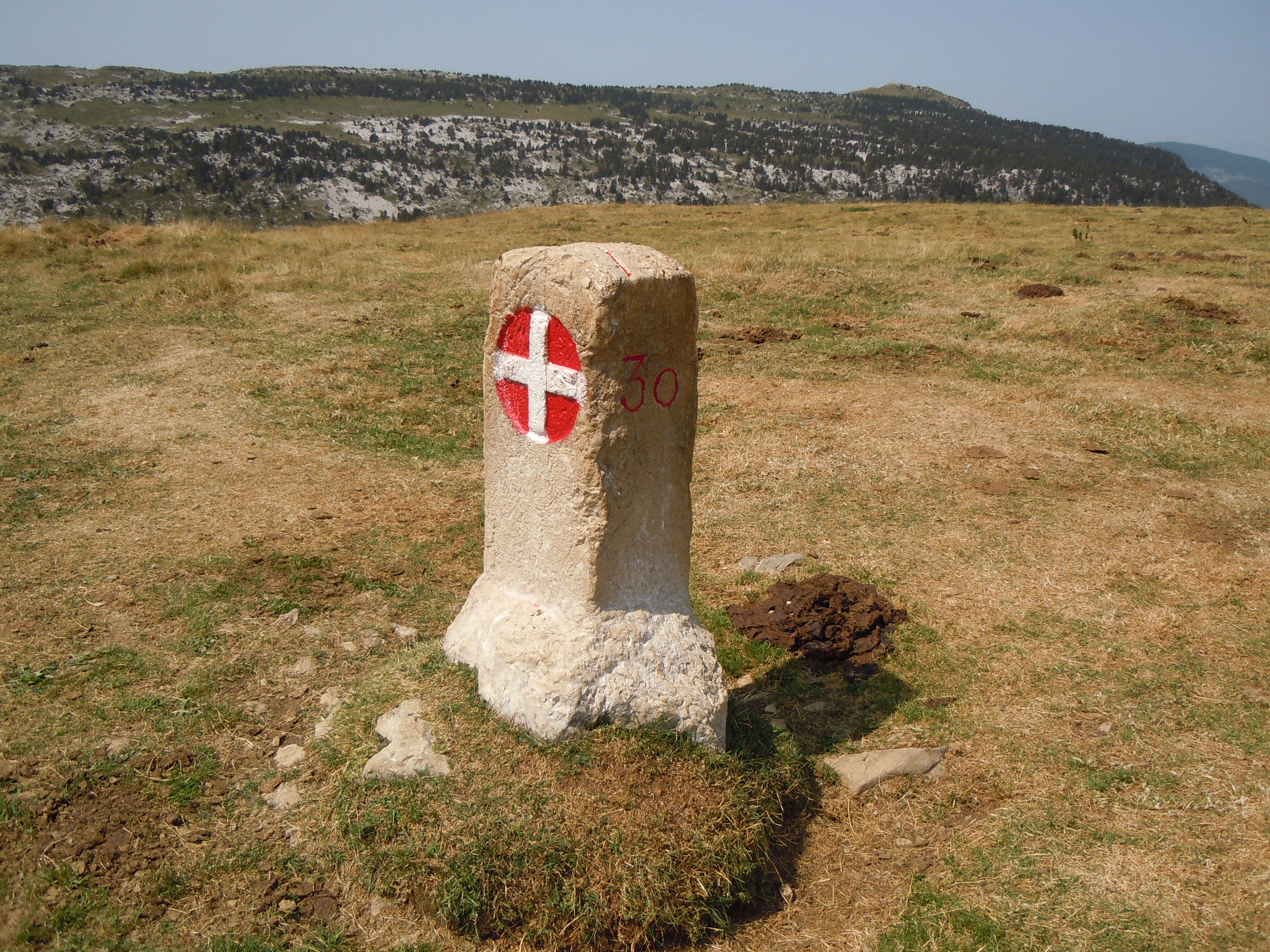
Borne frontière no 30, vue depuis la Savoie.

L'ancienne frontière entre la Savoie et la France passe au col de l'Alpe. Une ligne de bornes frontière traverse le site d'est en ouest.
Une croix dite « croix de l'Alpe » se trouve à 110 mètres au nord-ouest, à environ 1 812 mètres d'altitude.

## Protection environnementale
Le col est situé dans la réserve naturelle nationale des Hauts de Chartreuse.